# Midtdjurs Kommune
Midtdjurs Kommune i Århus Amt blev dannet ved kommunalreformen i 1970. Ved strukturreformen i 2007 indgik kommunen i Syddjurs Kommune sammen med Ebeltoft Kommune, Rosenholm Kommune og Rønde Kommune.

## Kolind Kommune
Allerede før kommunalreformen blev der frivilligt foretaget en sammenlægning af 2 sognekommuner omkring Kolind:
| Kommune                | Folketal september 1965 | Byer   |
| ---------------------- | ----------------------- | ------ |
| Kolind-Ebdrup-Skarresø | 1.660                   | Kolind |
| Nødager                | 938                     |        |
| I alt                  | 2.598                   |        |

## Midtdjurs Kommune
Ved kommunalreformen blev Midtdjurs Kommune dannet ved sammenlægning af Kolind Kommune med 2 andre sognekommuner:
| Kommune              | Folketal 1. januar 1970 | Byer                  |
| -------------------- | ----------------------- | --------------------- |
| Kolind               | 2.594                   |                       |
| Marie Magdalene-Koed | 3.027                   | Pindstrup og Ryomgård |
| Nimtofte-Tøstrup     | 1.261                   | Nimtofte              |
| I alt                | 6.882                   |                       |

## Sogne
Midtdjurs Kommune bestod af følgende sogne:
- Ebdrup Sogn (Djurs Sønder Herred)
- Koed Sogn (Sønderhald Herred)
- Kolind Sogn (Djurs Sønder Herred)
- Marie Magdalene Sogn (Sønderhald Herred)
- Nimtofte Sogn (Djurs Nørre Herred)
- Nødager Sogn (Djurs Sønder Herred)
- Skarresø Sogn (Øster Lisbjerg Herred)
- Tøstrup Sogn (Djurs Nørre Herred)

## Borgmestre[4]
| Navn                   | Parti                       | Periode   |
| ---------------------- | --------------------------- | --------- |
| Knud Løgstrup Knudsen  | Lokalliste                  | 1970-1986 |
| Peder Vejsgaard Jensen | Venstre                     | 1986-1994 |
| H. Christian Baltzer   | Socialdemokratiet           | 1994-1998 |
| Holmer C. Lund         | Det Konservative Folkeparti | 1998-2002 |
| Kim Dalgaard Poulsen   | Venstre                     | 2002-2006 |

## Rådhus
Midtdjurs Kommunes rådhus på Bugtrupvej 31 i Kolind nedbrændte totalt i foråret 2012.